# Hippocampus algiricus
Hippocampus algiricus es una especie de pez de la familia Syngnathidae en el orden de los Syngnathiformes.

## Morfología
Pueden llegar alcanzar los 19,2 cm de longitud total.

## Distribución geográfica
Se encuentra desde Senegal hasta Angola.    